# Комаровці
45°26′ пн. ш. 17°44′ сх. д. / 45.43° пн. ш. 17.73° сх. д.
Комаровці (хорв. Komarovci) — населений пункт у Хорватії, у Пожезько-Славонській жупанії у складі громади Каптол.

## Населення
Населення за даними перепису 2011 року становило 177 осіб.
Динаміка чисельності населення поселення:

## Клімат
Середня річна температура становить 11,06 °C, середня максимальна – 25,62 °C, а середня мінімальна – -6,03 °C. Середня річна кількість опадів – 810 мм.
| Клімат поселення                              | Клімат поселення | Клімат поселення | Клімат поселення | Клімат поселення | Клімат поселення | Клімат поселення | Клімат поселення | Клімат поселення | Клімат поселення | Клімат поселення | Клімат поселення | Клімат поселення | Клімат поселення |
| Показник                                      | Січ.             | Лют.             | Бер.             | Квіт.            | Трав.            | Черв.            | Лип.             | Серп.            | Вер.             | Жовт.            | Лист.            | Груд.            |                  |
| Середній максимум, °C                         | 6,08             | 8,21             | 12,77            | 17,23            | 22,52            | 25,62            | 25,25            | 24,40            | 20,34            | 15,18            | 9,50             | 5,44             |                  |
| Середня температура, °C                       | 0,03             | 2,16             | 6,72             | 11,16            | 16,47            | 19,55            | 21,34            | 20,49            | 16,44            | 11,27            | 5,59             | 1,50             |                  |
| Середній мінімум, °C                          | −6,03            | −3,9             | 0,67             | 5,11             | 10,41            | 13,50            | 17,44            | 16,58            | 12,54            | 7,35             | 1,68             | −2,38            |                  |
| Норма опадів, мм                              | 50               | 48               | 51               | 63               | 76               | 99               | 74               | 73               | 61               | 71               | 80               | 64               |                  |
| Середньомісячна швидкість вітру, м/с          | 1.95             | 2.21             | 2.50             | 2.42             | 2.20             | 2.00             | 1.96             | 1.80             | 1.80             | 1.84             | 1.94             | 2.01             |                  |
| Середньомісячна сонячна радіація, кДж/м²·день | 4313             | 6996             | 10861            | 15265            | 19220            | 21244            | 22071            | 20025            | 14870            | 9212             | 4849             | 3580             |                  |
| --------------------------------------------- | ---------------- | ---------------- | ---------------- | ---------------- | ---------------- | ---------------- | ---------------- | ---------------- | ---------------- | ---------------- | ---------------- | ---------------- | ---------------- |
| Джерело:                                      |                  |                  |                  |                  |                  |                  |                  |                  |                  |                  |                  |                  |                  |